# 松本和那
松本 和那（まつもと かずな、1939年（昭和14年）3月14日 - ）は、日本の政治家、実業家。
衆議院議員（2期）、千葉県議会議員（6期）、株式会社マツモトキヨシ会長を務めた。千葉県東葛飾郡（現:松戸市）出身。

## 来歴・人物
ドラッグストアチェーン大手「マツモトキヨシ」の創業者である父・松本清の長男として千葉県東葛飾郡（現:松戸市）に生まれる。明治大学商学部を卒業後、マツモトキヨシ入社。その後、同社の役職を歴任し、1975年には社長に就任する。その傍ら、同年に千葉県議会議員に初当選、6期務める。
1996年の第41回衆議院議員総選挙で自由民主党から千葉7区に出馬し、初当選。小渕派→橋本派に所属する。2000年の加藤の乱の際には主流派閥に属しながら内閣不信任決議を欠席した。
2001年にマツモトキヨシの会長に就任。それと同時に弟である松本南海雄が社長に就任した。その後、2003年の第43回衆議院議員総選挙には出馬せず2期で政界を引退。長男の松本和巳が後継候補として出馬したが、このときは内山晃に敗れて落選している。

## エピソード
- 名前の由来はアメリカの実業家ジョン・ワナメイカーに因み、「ワナ」に昭和の「和」と支那の「那」を当てたものである[1]。
- 長年にわたり、政治家と2代目社長として二足の草鞋を履いていた。
- 父の創業したマツモトキヨシを2代目社長として、着実に拡大路線を進め、同社をドラッグストアチェーン最大手に築き上げ、和那の息子の松本和巳も政治家になり、衆議院議員を1期務めた。

## 著書
- 私がマツモトキヨシです。 - サンマーク出版